# ТІТЛО
ТІТЛО — рускiй музыкальный проект.  Post-punk, electro-punk, industrial, siberian-punk, indie folk  
Год образования 2004 (ноябрь).

## История группы
Лидером проекта и инициатором его создания является Александр Руденко. Александр начал свою музыкальную карьеру в 1990 году как барабанщик панк-группы «Кузькина Мать» (Электроугли). Группа стала детищем студентов электроуглинского машиностроительного колледжа Дмитрия Егорова (вокал), Ильи Носова (бас), Сергея Субботина (гитара) и Александра Руденко (барабаны). Она просуществовала до 1993 года и поучаствовала в двух крупных московских фестивалях: «Фестиваль Надежд — 1991» и ежегодный фестиваль «Черёмуха — 1992», прошедших под патронажем влиятельной тогда Московской Рок Лаборатории.
За шесть лет до появления ТІТЛО Александр Руденко (вокал), Сергей Лобахин (гитара) и Сергей Пузиков (электроника) создали англоязычный дарк-панк проект Bend Sinister в котором Александр Руденко попробовал себя в качестве поющего на английском языке вокалиста. Некоторые из треков выложены в социальной сети ВКонтакте.
Первое концертное выступление группы ТІТЛО состоялось 13 ноября 2004 года в небольшом московском клубе «Мир Приключений» на Старом Арбате. В дальнейшем коллектив принял участие в ряде фестивалей, в том числе Ethnolife (2005), Ethnoland (2006), RussNeoFolkFest — I, II, III (2008—2009), «ТРОИЦА. Всё Живое» (2013, 2016).

## Состав
- Александр Руденко — вокал, тексты, электроника, программинг, гитары, перкуссия, сведение, этно-духовые
- Евгений Львов — гитара, бас гитара

С 2004 года с проектом сотрудничали и продолжают сотрудничать:
- Сергей Лобахин — гитары (запись, концерты)
- Евгений Бородин -труба (запись в студии LP "Совесть")
- Яна Смирнова - бек вокал (запись в студии, сайд проект E L E C T R I C U G L I )
- Денис Рудько (звукорежиссер, мастеринг-сведение, запись в студии, бас гитара)
- Иван Куршаков — ударные с 2015 года (концерты)
- Илья Евграфов — гитары (запись в студии, концерты)
- Тимур Джафаров — (работа в студии, концерты)
- Денис Рудько (концерты, запись в студии)
- Александр Плотников — бас, этно духовые. (концерты)
- Сергей Клевенский — бек вокал, этно духовые (запись в студии)
- Михаил Сальников — электроника, синтезатор, перкуссия (запись в студии, концерты)
- Андрей Коваленко — звук, эффекты (концерты)
- Олег Хакимов — электроника (запись в студии, концерты)
- Константин Забродин — барабаны (концерты)
- Олег Чубыкин — (работа в студии, мастеринг LP "ЛЕС")

## Дискография

### LP releases
- 2005 — Затишье (LP, Мистерия Звука)
- 2008 — Лес (LP, Shadowplay Records)
- 2015 — Совесть (LP TITЛО/Records, Int. edition)
- 2022  -  Santa Depressione (LP TITЛО/Records, Int. edition)

### Синглы (Singl Play)
2014 — Ракеты (max single, ТIТЛО/Records, Int. edition)/ Сингл вкл трек «Ракеты» и три кавера от проектов «МOX Сальников», «Дима Беслан» и «Корозь Мета»
2018 — Экспериментатор (single, ТIТЛО/Records, Int. edition). кавер на группу «Алиса».
2020  -  Всё идет по плану (single, ТIТЛО/Records, Int. edition), кавер на группу "Гражданская Оборона"

### Сборники
- 2008 — In Darker Momtnts (приложение к ноябрьскому номеру журнала Stereo&Video; акцент сделан на музыкантах, олицетворяющих «акустическую» и «роковую» ипостаси готического звучания.
- 2008 — Новый Гимн России (Shadowplay Records) (кавер-версия песни группы Moon Far Away «Мама-Русь».)
- 2012 — Чёрный Лукич — Трибьют (Донбасс — Андерграунд Records). Проект включает 16 песен различных музыкальных коллективов России и Украины.[1]

## Отзывы
Деятельность группы освещается в профильных печатных и электронных изданиях: «Перемены», «Результаты», Russian Gothic Page.
Произведения группы ТІТЛО звучали в программе «Родная речь» (Наше Радио), а трек «Гусли» занял первое место в интернет-голосовании слушателей.
Творчество получило положительные отзывы русского издания журнала Rolling Stone:
«CD „Затишье“ обладает мощным потенциалом. Всё это похоже, как если бы репертуар Инны Желанной записал молодой Летов — впечатление производит ошеломительное!Андрей Бухарин, Rolling Stone, ноябрь 2005 г.
Главное достоинство CD «Лес» — это абсолютная естественность и искренность этого самого синтеза русского фолка и индустриальной электроники. Некоторые песни (настоящие хиты в летовском ключе) могли бы звучать даже на «Нашем Радио», другие очень любопытны именно в смысле звучания. В отличие от первого альбома «Затишье», где хватало грязного гитарного звука, в дремучем «Лесу», правит бал все таки электроника, (зачастую ритмичная), превращая его в какое-то заколдованное царство русского народного индастриала.Андрей Бухарин, Rolling Stone, март 2009 г.